# Les fleurs sauvages
Les fleurs sauvages es una película dramática canadiense de 1982 escrita y dirigida por Jean Pierre Lefebvre. La película ganó el Premio FIPRESCI en el Festival de Cine de Cannes de 1982 y fue seleccionada como la entrada canadiense a la Mejor Película en Lengua Extranjera en los 55.ª edición de los Premios Óscar, pero no fue aceptada como nominada.

## Reparto
- Marthe Nadeau
- Michèle Magny
- Pierre Curzi
- Claudia Aubin
- Eric Beauséjour
- Georges Bélisle
- Sarah Mills
- Michel Viala
- Monique Thouin
- Raoul Duguay